# Maria-Eich-Straße 47 (München)

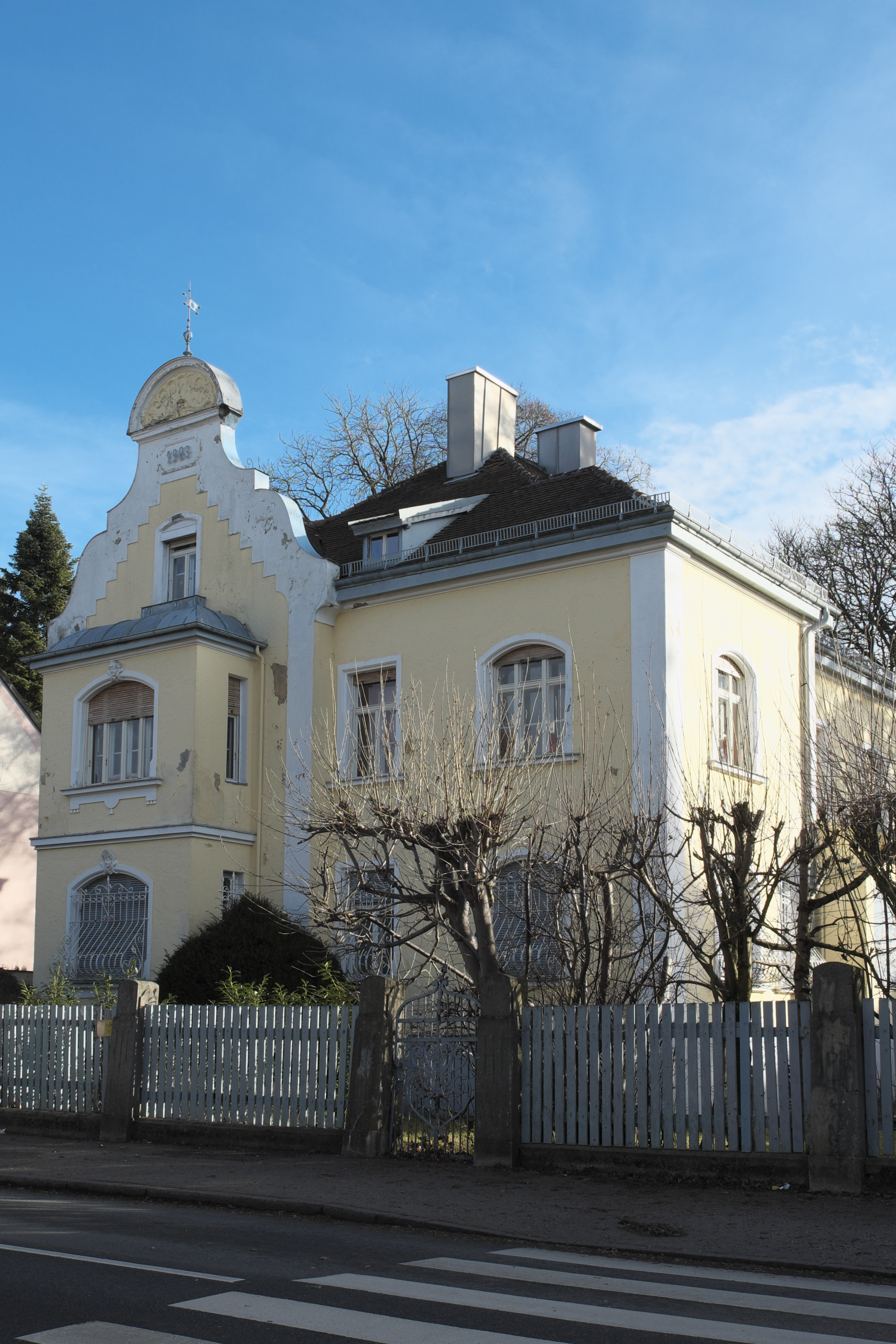
Haus Maria-Eich-Straße 47 im Stadtteil Pasing von München

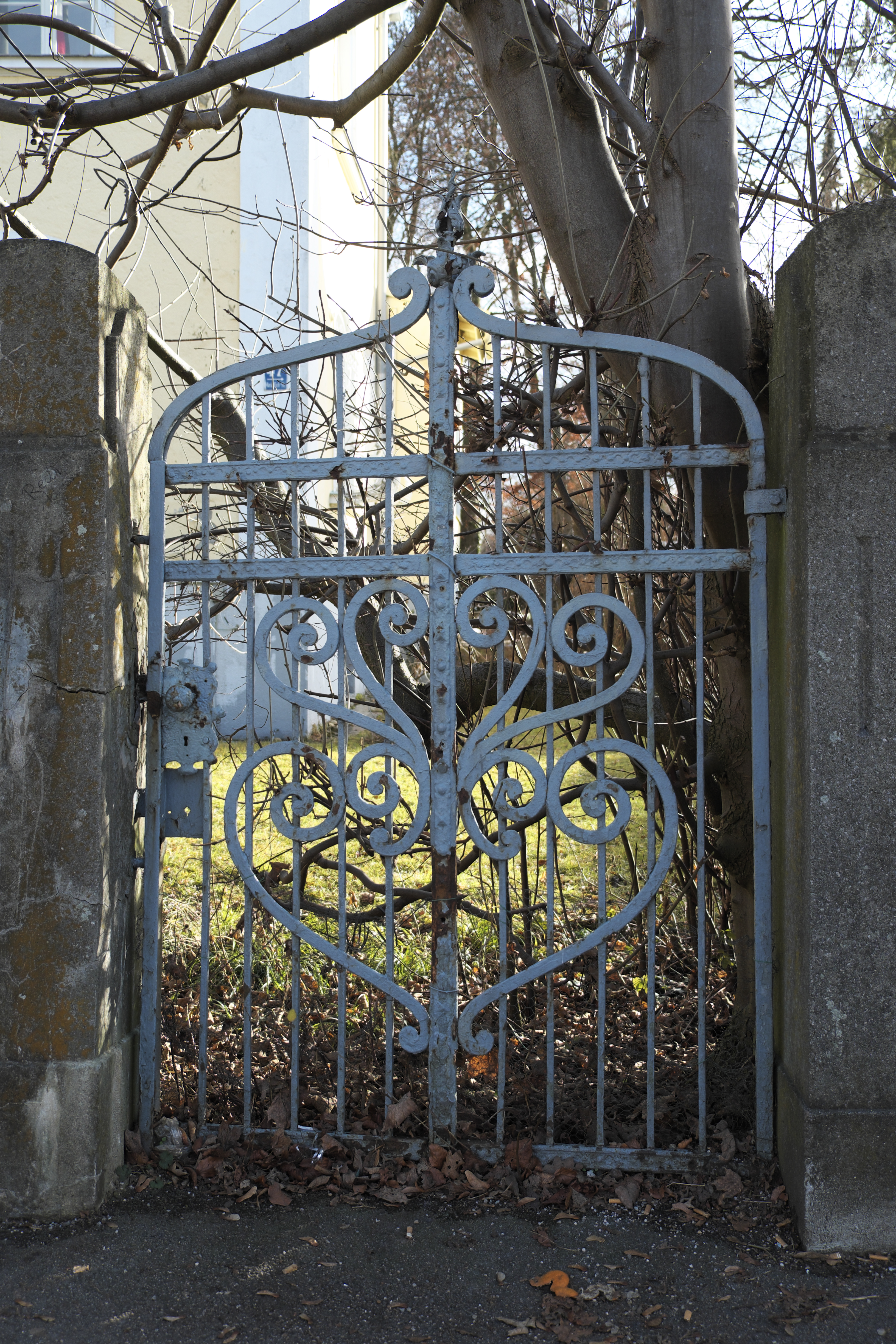
Gartentor

Das Gebäude Maria-Eich-Straße 47 im Stadtteil Pasing der bayerischen Landeshauptstadt München wurde 1903 errichtet. Die Villa, die nach Plänen der Architekten Martin Saumweber und Sebastian Stecher erbaut wurde, ist ein geschütztes Baudenkmal.
Das Gebäude im Stil der Neurenaissance, das zur Erstbebauung der Waldkolonie Pasing gehört, besitzt einen Giebelrisalit, der aus einem seitlichen Bodenerker hervorspringt. 